# 성주 황씨
성주 황씨(星州黃氏)는 경상북도 성주군을 본관으로 하는 한국의 성씨이다.

## 역사
성주 황씨(星州 黃氏)는 상주 황씨(尙州 黃氏)에서 직계 분적된 본관이다.
성주 황씨(星州 黃氏)의 시조인 황세득(黃世得)은 상주 황씨(尙州 黃氏)의 시조(始祖)인 황석주(黃石柱, 원 제국 간섭기 고려(元 帝國 干涉期 高麗) 말기 시대에 상주국(上柱國)이라는 관직을 지낸 고려 호족(高麗 豪族))의 직계 후손이며 조선(朝鮮) 시대에 사도진수군첨절제사를 지낸 무관(武官)이기도 한데 조선(朝鮮) 시대에 사도진수군첨절제사를 지낸 황세득(黃世得)은 조선 선조(朝鮮 宣祖) 치세 시기이던 1569년에 무과 급제하였고 1592년에는 임진왜란(壬辰倭亂)에 참전하여 6년 전투 끝에 1598년 전투 막바지에서 왜군(倭軍)의 손에 전사하였다.
성주 황씨(星州 黃氏)의 시조인 황세득(黃世得, 1537년 ~ 1598년)은 전라도 보성군 군수(全羅道 寶城郡 郡守)를 지낸 무관(武官) 방진(方震, 1514년 ~ 1579년)의 처이질(妻姨姪)이고 충무공 여해 이순신 장군(忠武公 汝諧 李舜臣 將軍, 1545년 ~ 1598년)의 이종사촌 처남(姨從四寸 妻男)이며 형조판서(刑曹判書)를 지낸 홍가신(洪可臣, 1541년 ~ 1615년)의 이복 생질(異服 甥姪)이기도 하다.
아울러 형조판서(刑曹判書)를 지낸 문관 관료(文官 官僚) 홍가신(洪可臣, 1541년 ~ 1615년)은 황세득(黃世得, 1537년 ~ 1598년)의 이복 외숙부(異服 外叔父)이며 전라도 보성군 군수를 지낸 무관(武官) 방진(方震, 1514년 ~ 1579년)의 이복 처남(異服 妻男)이고 앞서 거론한 전라도 보성군 군수 역임자이자 무관(武官)인 방진(方震, 1514년 ~ 1579년)은 황세득(黃世得, 1537년 ~ 1598년)의 이모부(姨母夫)이며 삼도수군통제사를 지낸 충무공 여해 이순신 장군(忠武公 汝諧 李舜臣 將軍, 1545년 ~ 1598년)은 황세득(黃世得, 1537년 ~ 1598년)의 이종사촌 매제(姨從四寸 妹弟)이다.

## 참고 자료
- “황씨(黃氏) 본관(本貫) 성주(星州)입니다.”. 《한국족보출판사》. 2022년 9월 21일에 원본 문서에서 보존된 문서.
- 金光林 (2014). “A Comparison of the Korean and Japanese Approaches to Foreign Family Names” (PDF). 《Journal of cultural interaction in East Asia》 (영어) (東アジア文化交渉学会). 18면. 2016년 3월 27일에 원본 문서 (PDF)에서 보존된 문서.